# Masatoshi Hamada
Pour les articles homonymes, voir Hamada.
Masatoshi Hamada (浜田 雅功, Hamada Masatoshi), alias « Hama-chan » (浜ちゃん), né le 11 mai 1963, est un humoriste, acteur, chanteur et animateur de télévision japonais, membre tsukkomi du populaire duo owarai Downtown créé en 1982 avec Hitoshi Matsumoto. Il coanime avec lui de nombreuses émissions de télévision, dont les populaires Hey! Hey! Hey! Music Champ et Downtown no Gaki no Tsukai ya Arahende!!.
Il a aussi joué seul dans une vingtaine de drama et quelques films, doublant le personnage de Shrek en japonais. Il a aussi chanté sur des disques, collaborant notamment avec Tetsuya Komuro dans le groupe H Jungle with t.

## Controverses
Hamada a été critiqué[Par qui ?] pour s’être déguisé lors du Downtown no Gaki no Tsukai ya Arahende!! spécial du réveillon du 1er janvier 2018 en Eddie Murphy en se couvrant le visage d'un produit noir, ce qui rappelle le phénomène du blackface.